# Fraza în limba maghiară
Acest articol se limitează la sintaxa frazei în limba maghiară, tratând tipurile de propoziții coordonate și de propoziții subordonate, cuvintele care le introduc, modurile verbale la care sunt predicatele subordonatelor, precum și particularitățile de contrucție pe care le prezintă frazele cu subordonate, în viziunea gramaticii tradiționale.

## Propoziții coordonate(Mellérendelt mondatok)
Între propozițiile coordonate nu există niciun raport ierarhic, ci numai de conținut și logic. Acest raport poate fi copulativ, adversativ, disjunctiv, consecutiv sau explicativ. Propozițiile coordonate pot fi juxtapuse sau legate între ele printr-o conjuncție. 

### Coordonarea copulativă(A kapcsolatos mellérendelés)
Coordonarea copulativă leagă între ele propoziții ale căror acțiuni sunt asociate între ele, simultane sau care se succed.
Deseori, propozițiile copulative sunt juxtapuse, mai ales când sunt mai multe decât două. În acest caz sunt juxtapuse cele în afara ultimelor două: A lány szép, van munkája és főzni is tud „Fata e frumoasă, are de lucru și știe să gătească”.
Conjuncțiile copulative care leagă între ele propoziții sunt următoarele:
- és „și”, cu varianta s: Belépett a szobába, (é)s leült[2] „A intrat în cameră și s-a așezat”;
- majd „apoi”: Megebédeltünk, majd lepihentünk „Am luat prânzul, apoi ne-am dus să ne odihnim”;
- meg:

– cu sensul „și”: Esik az eső, meg fúj a szél „Plouă și bate vântul”;
– cu sensul „iar”: Én mérnök vagyok, ő meg újságíró „Eu sunt inginer(ă), iar el/ea ziarist(ă)” (În acest caz, locul conjuncției este după cuvântul la care se referă.);
- pedig „iar”: Én mosogattam, a feleségem pedig a barátnőjével beszélgetett „Eu spălam vasele, iar soția mea discuta cu prietena ei” (totdeauna după cuvântul la care se referă);
- is „și, de asemenea”: Gábor magyar, Gyula is az „Gábor este ungur, Gyula de asemenea” (după cuvântul la care se referă);
- se(m) „și nici”: A munkások elmentek, a titkárnő se(m) dolgozik „Muncitorii au plecat și nici secretara nu mai lucrează”;
- se „nici”: Én itthon maradok, te se menj sehová! „Eu rămân acasă; nici tu să nu mergi nicăieri!” (Predicatul celei de-a doua propoziții fiind la imperativ, nu se poate folosi forma sem.)[3];
- (úgy)szintén „de asemenea”: Az apám Ausztráliában él, a nagybácsim (úgy)szintén „Tatăl meu trăiește în Australia, unchiul meu de asemenea” (după cuvântul la care se referă);
- sőt „ba … și”: Befejeztem a cikket, sőt már ki is nyomtattam „Am terminat articolul, ba l-am și imprimat”;
- is …, is „și …, și”: A szél is fúj, az eső is esik „Și bate vântul, și plouă”;
- sem …, sem „nici …, nici”: Pista sem jött el, Jóska sem telefonált „Nici Pista n-a venit, nici Jóska n-a dat telefon”;
- se …, se „nici …, nici”: Itt se maradj, oda se menj! „Nici aici să nu rămâi, nici acolo să nu mergi!” (cu predicate la imperativ);
- nemcsak …, hanem … is „nu numai (că) …, dar … și”: A regényt nemcsak ismerni kell, hanem idézni is kell belőle „Nu numai că trebuie cunoscut romanul, ci trebuie date și citate din el”;
- egyrészt …, másrészt „pe de o parte …, pe de altă parte”: Egyrészt örülök, hogy letettem a vizsgát, másrészt sajnálom, hogy nem kaptam jobb osztályzatot „Pe de o parte îmi pare bine că am dat examenul, pe de altă parte îmi pare rău că n-am luat o notă mai bună”;
- hol …, hol „ba …, ba”: Hol sakkoztunk, hol fociztunk „Ba făceam o partidă de șah, ba jucam fotbal”.

### Coordonarea adversativă(Az ellentétes mellérendelés)
Propozițiile coordonate astfel se opun logic una alteia. Conjuncții:
- de „dar”: Meleg van, de hamar meg lehet szokni „Este cald, dar te obișnuiești repede”;
- pedig „și totuși”: Időben megérkeztem, pedig nagy volt a forgalom „Am ajuns la timp; și totuși, circulația era intensă”;
- ellenben „pe când”: Péter rendszeresen felhív, te ellenben soha nem jelentkezel „Péter mă sună în mod regulat, pe când tu nu-mi dai niciodată semn de viață”;
- ennek ellenére „în ciuda acestui fapt”: Egész nap esett az eső, ennek ellenére elég meleg volt „A plouat toată ziua; în ciuda acestui fapt a fost destul de cald”;
- viszont:

– cu sensul „în schimb”: Kenyeret nem kaptam, viszont vettem egy üveg bort „N-am găsit pâine, în schimb am luat o sticlă de vin”;
– cu sensul „pe când”: Én szeretem Évát, ő viszont utál engem „Eu o iubesc pe Éva, pe când ea mă detestă” (după cuvântul la care se referă);
- azonban „însă”: Angliában már voltam, Svédországot azonban nem ismerem „În Anglia am fost deja, Suedia însă n-o cunosc” (posibil după cuvântul la care se referă);
- csakhogy „numai că”: Jó lenne egy kicsit sétálni, csakhogy vihar fenyeget „Ar fi bine să ne plimbăm puțin, numai că vine furtuna”;
- mégis „(și) totuși”: Nem volt jegyem, mégis bejutottam a koncertre „Nu aveam bilet, și totuși am intrat la concert”;
- mégsem „și tot nu, (și) totuși nu”: Volt jegyem, mégsem sikerült bejutnom a koncertre „Aveam bilet, și tot n-am reușit să intru la concert”;
- nem …, hanem „nu …, ci”: A gyerekek nem a nagyszüleiknél vannak, hanem külföldön utaznak „Copiii nu sunt la bunici, ci călătoresc în străinătate”;
- ne …, hanem „nu …, ci”: Ma ne dolgozz, hanem pihenj egy kicsit! „Nu lucra astăzi, ci odihnește-te puțin!” (cu predicate la imperativ).

Propoziția adversativă poate fi și juxtapusă: Ígérni könnyű, megtenni nehéz „E ușor de promis, e greu de făcut”.

### Coordonarea disjunctivă(A választó mellérendelés)
Raportul disjunctiv leagă propoziții care se exclud reciproc, fiind conectate cu următoarele conjuncții:
- vagy (pedig) „sau”: Megjavíttatom az autómat, vagy (pedig) veszek egy újat „Îmi dau mașina la reparat sau cumpăr una nouă”;
- vagy …, vagy „sau …, sau”: Vagy tévét nézünk, vagy rádiót hallgatunk „Sau ne uităm la televizor, sau ascultăm radio”;
- akár …, akár „fie (că) …, fie (că)”: Akár metrón megy, akár taxiba száll, fél órán belül ott lehet „Fie că mergeți cu metroul, fie că luați un taxi, puteți fi acolo într-o jumătate de oră”.

### Coordonarea consecutivă(A következtető mellérendelés)
Propoziția coordonată consecutiv prezintă o acțiune ca fiind urmarea acțiunii din propoziția precedentă. Conjuncțiile sale sunt:
- ezért „de aceea”: Egész éjszaka dolgoztam, ezért nagyon fáradt vagyok „Am lucrat toată noaptea, de aceea sunt foarte obosit(ă)”;
- tehát „deci”: Imre megbetegedett, tehát nem jöhet velünk „Imre s-a îmbolnăvit, deci nu poate veni cu noi”;
- így „așa că”: Tegnap későn feküdtem le, így ma álmos vagyok „Ieri m-am culcat târziu, așa că astăzi sunt somnoros(oasă)”;
- következésképpen „prin umare”: Nincs itt a kabátja, következésképpen már elment „Paltonul său nu e aici, prin urmare a plecat deja”.

### Coordonarea explicativă(A magyarázó mellérendelés)
Propoziția coordonată astfel poate fi de două feluri:
- propoziție care explică printr-o cauză conținutul propoziției pe care o urmează, legată de aceasta prin următoarele conjuncții:

- ugyanis „căci”: Kabát nélkül járnak az emberek, ugyanis jó idő van „Oamenii umblă fără palton, căci e vreme bună”;
- úgyis „oricum”: Nem kell sietnünk, úgyis odaérünk „Nu trebuie să ne grăbim, oricum ajungem”;
- úgysem „oricum nu”: Nem kell sietnünk, úgysem érünk oda „Nu trebuie să ne grăbim, oricum nu ajungem”;
- hisz(en) „căci doar”: Nyugodtam alhatok délig, hisz(en) semmi dolgom „Pot să dorm liniștit până la amiază, căci doar n-am nicio treabă”;
- tudniillik „căci”: Zsuzsánál mindig van könyv, tudniillik nagyon szeret olvasni „Zsuzsa are totdeauna o carte la ea, căci îi place foarte mult să citească”.

- propoziție care explică cu alte cuvinte, printr-o precizare sau o corecție, conținutul propoziției pe care o urmează, legată de aceasta prin conjuncțiile:

- azaz „adică”: A háború alatt, azaz a negyvenes években született „S-a născut în timpul războiului, adică în anii 40”;
- vagyis „adică”: A lányok elég jól kijönnek egymással, vagyis nem veszekednek „Fetele se înțeleg destul de bine, adică nu se ceartă”;
- illetve „sau mai degrabă”: Nem akar, illetve nem mer szólni „Nu vrea, sau mai degrabă nu îndrăznește să vorbească”.

## Propoziții subordonate(Mellékmondatok)
Ca în limba română, fiecărei părți de propoziție îi corespunde o propoziție subordonată. Astfel, există propoziție subiectivă, predicativă, obiectivă, completivă de diferite tipuri și atributivă. În plus mai sunt luate în seamă și tipuri de subordonate care nu au corespondent parte de propoziție. Astfel sunt propozițiile consecutivă, condițională, comparativă și concesivă. Acestea sunt grupate sub denumirea de „subordonate cu conținut semantic special”.
Prezentăm subordonatele cu ajutorul terminologiei maghiare traduse în română. Termenii de specialitate care nu sunt folosiți în gramatica limbii române sunt următorii:
| Termen maghiar                    | Traducerea termenului maghiar        | Termen românesc corespunzător                 |
| --------------------------------- | ------------------------------------ | --------------------------------------------- |
| tárgyi mellékmondat               | propoziție obiectivă                 | propoziție completivă directă                 |
| számhatározói mellékmondat        | propoziție completivă numerică       | propoziție circumstanțială de mod comparativă |
| állapothatározói mellékmondat     | propoziție completivă de stare       | propoziție predicativă suplimentară           |
| állapothatározói mellékmondat     | propoziție completivă de stare       | propoziție circumstanțială de mod             |
| eredethatározói mellékmondat      | propoziție completivă de origine     | propoziție completivă indirectă               |
| eredményhatározói mellékmondat    | propoziție completivă de rezultat    | propoziție completivă indirectă               |
| fok-mérték határozói mellékmondat | propoziție completivă de grad/măsură | propoziție circumstanțială consecutivă        |
| fok-mérték határozói mellékmondat | propoziție completivă de grad/măsură | completivă circumstanțială de mod comparativă |
| részeshatározói mellékmondat      | propoziție completivă de atribuire   | propoziție completivă indirectă               |
| hasonlító határozói mellékmondat  | propoziție completivă comparativă    | propoziție circumstanțială de mod comparativă |
| hasonlító mellékmondat            | propoziție comparativă               | propoziție circumstanțială de mod comparativă |
| állandó határozói mellékmondat    | propoziție completivă permanentă     | propoziție completivă indirectă               |

### Generalități
De cele mai multe ori, în maghiară, propoziția subordonată întregește un cuvânt din principală care o anticipă (un antecedent) sau, mai rar, o reia (un subsecvent). Subordonata este în general considerată ca fiind de același fel ca antecedentul. Acesta poate fi:
- un pronume demonstrativ de depărtare: Te vagy az, akiben soha nem csalódtam „Tu ești acela de care n-am fost niciodată dezamăgit(ă)”;
- un adverb pronominal demonstrativ de depărtare: Ott találkozzunk, ahol a hatos villamos megáll „Să ne întâlnim acolo unde oprește tramvaiul șase”;
- un pronume personal format de la o desinență cazuală[6]: Bízom benne, hogy nem felejtenek el „Sper că nu mă vor uita”. Acesta poate fi înlocuit cu pronumele demonstrativ az: Bízom abban, hogy nem felejtenek el.

Uneori antecedentul poate fi subînțeles. Dacă totuși este folosit în acest caz, scopul este scoaterea în evidență a subordonatei: Igazán érdekes (az), amit mondasz „Este într-adevăr interesant (ceea) ce spui” Alteori însă, antecedentul este obligatoriu: Abból él, hogy hárfaórákat ad „Trăiește din predarea unor lecții de harfă” (literal, „Trăiește din aceea că dă lecții de harfă”).
Întrebarea la care răspunde subordonata este numai unul din criteriile după care se stabilește tipul ei. Când există sau poate fi introdus un antecedent, felul subordonatei depinde de cazul la care este acesta. Astfel, într-o frază ca Akkorát kiáltott, hogy zengett bele a ház „A scos un strigăt de s-a zguduit casa”, subordonata este considerată obiectivă cu valoare circumstanțială de măsură, pentru că întregește antecedentul akkorát, care este la cazul acuzativ, singurul la care poate fi obiectul.
Cuvântul introductiv al subordonatei poate fi:
- o conjuncție: Azt mondja, hogy eljön „Spune că va veni”;
- un pronume relativ: Az a sofőrünk, aki a busz mellett áll „Acela este șoferul nostru, care stă lângă autocar”;
- un pronume interogativ: Nem tudom, mit csináljak „Nu știu ce să fac”;
- un adverb pronominal interogativ: Kíváncsi voltam arra, (hogy) hol fogunk megállni „Eram curios (să știu) unde ne vom opri”.

Conjuncția hogy poate fi folosită facultativ împreună cu alt cuvânt introductiv: Nem tudom, (hogy) mit csináljak „Nu știu ce să fac”, Szeretném, (hogy) ha elvinnétek a hídig „Aș vrea să mă duceți până la pod”. Ea poate fi omisă uneori și atunci când introduce singură subordonata: Azt mondja, (hogy) eljön „Spune că va veni”.
Subordonata urmează principala când nu este scoasă în evidență: Az világos, hogy Péter igazat mond „Este clar că Péter spune adevărul”. Pentru a fi scoasă în evidență, subordonata se antepune principalei: Hogy Péter igazat mond, az világos „Că Péter spune adevărul, e clar”. Cele două propoziții se pot și împleti: Az, hogy Péter igazat mond, világos „Că Péter spune adevărul, e clar” (subordonata între antecedent și predicatul principalei), Péter, világos hogy igazat mond „Péter, e clar că spune adevărul” (principala între subiect și restul subordonatei).

### Propoziția subiectivă(Az alanyi mellékmondat)
Antecedente: az, ugyanaz, olyan, annyi, úgy.
Cuvinte introductive: aki, ami, hogy, ha.
Exemple:
- cu antecedent obligatoriu:

Az száll fel a buszra, akinek van jegye „Urcă în autobuz cine are bilet”;
Ugyanaz érdekel engem is, ami téged „Și pe mine mă interesează ce te interesează pe tine”;
Olyanok jelentkeztek, akik nem rendelkeztek gyakorlattal „S-au prezentat din aceia care nu aveau experiență”;
Annyi termett, hogy nem tudtuk betakarítani „Recolta a fost atât de mare, că n-am putut s-o culegem” (lit. „S-a făcut atât de mult, că …”)
- cu antecedent care se poate omite: Nem zavarja (az), ha kinyitom az ablakot? „Nu vă deranjează dacă deschid fereastra?”
- cu diferență de nuanță a sensului în funcție de prezența sau absența antecedentului:

Úgy látszik, (hogy) megsértődött „Vede-se că s-a supărat” – Látszik, hogy megsértődött „Se vede că s-a supărat”;
Fontos az, hogy elvégezzétek az egyetemet „Important este să absolviți facultatea” – Fontos, hogy elvégezzétek az egyetemet „Este important să absolviți facultatea”.
Modul predicatului: indicativ (toate exemplele, în afară de ultimul), imperativ (ultimul exemplu).

### Propoziția predicativă(Az állítmányi mellékmondat)
Antecedente: az, azé, olyan, annyi, akkora.
Cuvinte introductive: aki, ami, amilyen, hogy, mint.
Exemple:
Az édesapám az, akiben megbízom „Tatăl meu este cel în care mă încred”;
A kisfiú nem azé, aki felnevelte „Băiețelul nu este al aceluia/aceleia care l-a crescut”;
Amilyen az apa, olyan a fia „Cum e tatăl, așa e și fiul”;
Annyi volt a jutalom, mint amennyit vártam „Recompensa a fost câtă am așteptat”;
Akkora volt a hó, hogy leállt a közlekedés „Zăpada era așa de mare, că s-a oprit circulația”;
Az lesz a te ajándékod, ami a kis dobozban van „Cadoul tău o să fie ce este în cutia cea mică”;
Az a célom, hogy orvosi diplomát szerezzek „Scopul meu este să obțin diploma de medic”.
Modul predicatului: indicativ (toate exemplele, în afară de ultimul), imperativ (ultimul exemplu).

### Propoziția obiectivă(A tárgyi mellékmondat)
Acest tip de subordonată corespunde celei numite în gramatica limbii române propoziție completivă directă.
Antecedente: azt, ugyanazt, mindazt, olyat, annyit, akkorát. Dacă verbul regent este lát „a vedea”, hall „a auzi”, érez „a simți” sau gondol „a crede, a gândi”, antecedentul poate fi úgy, atipic pentru propoziția obiectivă.
Cuvinte introductive: aki, ami, ha, hogy, mint.
Exemple:
- cu antecedent obligatoriu:

Azokat várjuk, akikkel kirándulni szoktunk „Îi așteptăm pe cei cu care facem excursii de obicei”;
Ugyanazt akarom, amit te „Și eu vreau ce vrei tu” (lit. „Același lucru îl vreau pe care tu”);
Olyat mondott, hogy azonnal meg is bánta „A spus așa ceva, încât i-a părut rău imediat”;
Annyit ért hozzá, mint tyúk az ábécéhez „Se pricepe la asta cât pisica la algebră” (lit. „… cât găina la alfabet”);
Akkorát kiáltott, hogy zengett bele a ház „A scos un strigăt de s-a zguduit casa”;
- cu antecedent facultativ:

Megtettem (azt), amit kellett „Am făcut ce trebuia”;
(Úgy) hallottuk, (hogy) vasárnap koncert lesz „Am auzit (cum) că duminică va fi un concert”;
Nem szeretem (azt), ha munka közben zavarnak „Nu-mi place dacă sunt deranjat(ă) în timpul lucrului”.
Modul predicatului: indicativ (exemplele de mai sus), imperativ: A szüleim megengedték, hogy elutazzak „Părinții mi-au permis să plec în călătorie”.

### Propoziții subordonate completive(Határozói mellékmondatok)

#### Propoziția completivă de loc(A helyhatározói mellékmondat)
Antecedente:
- adverbele pronominale care exprimă locul: ott „acolo”, oda „acolo” (cu un verb de mișcare) onnan „de acolo”, arra „pe acolo”, addig „până acolo” etc.;
- demonstrativul az cu desinențe cazuale sau cu postpoziții care exprimă locul: abban „în acela/aceea”, abból „din acela/aceea”, addig „până la acela/aceea”, arra „pe acela/aceea”, arról „de pe acela/aceea”, azon „pe acela/aceea”, az alatt „sub acela/aceea” etc.

Există câte un cuvânt introductiv al acestei subordonate specific fiecărui antecedent, dar se pot combina și antecedente cu cuvinte introductive nespecifice lor. Cuvintele introductive pot fi:
- adverbele pronominale relative care exprimă locul: ahol „unde”, ahova „unde, încotro”, amerre „pe unde”, ameddig „până unde” etc.;
- pronume relative cu desinențe sau cu postpoziții care exprimă locul: amiben „în care”, amelyen „pe care”, amelyik után „după care” etc.

Exemple:
Ott élünk, ahol a barátaink „Trăim acolo unde trăiesc prietenii noștri”;
Oda tedd, ahonnan kivetted! „Pune-o acolo de unde ai scos-o!”;
Ti is arra mentek, amerre Péter? „Și voi mergeți în aceeași direcție ca și Péter?”

#### Propoziția completivă de timp(Az időhatározói mellékmondat)
Antecedentul acestei subordonate este de regulă un adverb pronominal de timp: akkor „atunci”, azóta „de atunci”, addig „până atunci”, azelőtt „înainte de aceea”, azután „după aceea”, aközben „în timp ce”, azalatt „în timp ce”. Se pot construi fraze cu subordonată de timp și fără antecedent.
Cuvântul introductiv este de obicei un adverb relativ corespunzător antecedentului: amikor „când”, amióta „de când”, ameddig/amig „până când”, mielőtt „înainte (ca …) să”, miután „după ce”, miközben „în timp ce”, mialatt „în timp ce”.
Raportul temporal dintre propoziția subordonată și cea principală poate fi:
- de simultaneitate: Akkor mondta, amikor találkoztunk „Atunci mi-a spus asta, când ne-am întâlnit”;
- de anterioritate (acțiunea din subordonată are loc înaintea celei din principală): Azóta beteg, amióta megfürdött a hideg folyóban „De atunci e bolnav, de când s-a scăldat în râul rece”;
- de posterioritate (acțiunea din subordonată are loc după cea din principală): Azelőtt hívtam fel telefononon, mielőtt elmentem hozzá „L-am sunat/Am sunat-o la telefon înainte de a merge la el/ea”.

Observație: Când o temporală introdusă prin mielőtt, miután sau miközben se plasează înaintea principalei, antecedentul este omis: Mielőtt elmentem hozzá, felhívtam telefonon „Înainte de a merge la el/ea, l-am sunat/am sunat-o la telefon”. 

#### Propoziția completivă numerică(A számhatározói mellékmondat)
Această subordonată, netratată aparte în gramaticile românești, completează complementul numeric al unui verb din principală, exprimând dependența frecvenței repetării acțiunii din principală de frecvența repetării acțiunii din subordonată.
| Antecedent | Cuvânt introductiv | Exemplu                                                           | Traducere                                                             |
| ---------- | ------------------ | ----------------------------------------------------------------- | --------------------------------------------------------------------- |
| annyiszor  | ahányszor          | Annyiszor hallgattam a szemrehányásait, ahányszor találkoztunk    | „De atâtea ori i-am ascultat reproșurile, de câte ori ne-am întâlnit” |
| annyiszor  | valahányszor       | Annyiszor hallgattam a szemrehányásait, valahányszor találkoztunk | „Îi ascultam reproșurile de ori de câte ori ne întâlneam”             |
| annyiszor  | hogy               | Annyiszor hazudott, hogy már nem tudok hinni neki                 | „M-a mințit de atâtea ori, că nu-l/n-o mai pot crede”                 |

Cu conjuncția hogy, subordonata are nuanță consecutivă.

#### Propoziția completivă de stare(Az állapothatározói mellékmondat)
Acest tip de subordonată conține o acțiune care exprimă sau influențează starea lucrului sau persoanei denumite de subiectul sau obiectul principalei. Corespunde complementului de stare.
| Antecedent | Cuvânt introductiv | Exemplu                                        | Traducere                                                                                       |
| ---------- | ------------------ | ---------------------------------------------- | ----------------------------------------------------------------------------------------------- |
| úgy        | hogy               | Úgy szárad a ruha, hogy a kötélre teregetik ki | „Rufele se usucă întinse pe frânghie” (literal „Așa se usucă rufele, că se întind pe frânghie”) |
| úgy        | ahogy(an)          | Semmi sincs úgy, ahogy ma látszik              | „Nimic nu este așa cum se vede astăzi”                                                          |
| úgy        | mint               | Úgy néz ki, mint egy kísértet                  | „Arată ca o fantomă”                                                                            |
| úgy        | mintha             | Úgy érzem magam, mintha repülőgépen ülnék      | „Mă simt ca și cum aș fi în avion”                                                              |
| anélkül    | hogy               | Anélkül ment el, hogy átöltözött volna         | „A plecat fără să se schimbe”                                                                   |

#### Propoziția completivă de origine(Az eredethatározói mellékmondat)
Această subordonată întregește complementul de origine din pricipală, antecedent al subordonatei.
| Antecedent | Cuvânt introductiv | Exemplu                                              | Traducere                                                          |
| ---------- | ------------------ | ---------------------------------------------------- | ------------------------------------------------------------------ |
| abból      | ami                | A gyűrűm is abból van, amiből a nyakláncom           | „Și inelul meu este din ce este colierul”                          |
| abból      | aki                | Aki jó szolga nem volt, nem lesz abból jó úr         | „Din cine n-a fost slugă bună, n-o să fie stăpân bun”              |
| abból      | hogy               | Kovács úrnak nincs haszna abból, hogy segít másoknak | „Domnul Kovács nu are nici un folos din accea că-i ajută pe alții” |

#### Propoziția completivă de rezultat(Az eredményhatározói mellékmondat)
Acest tip de subordonată completează un antecedent care are funcția de complement de rezultat în pricipală.
| Antecedent         | Cuvânt introductiv | Exemplu                                        | Traducere                                    |
| ------------------ | ------------------ | ---------------------------------------------- | -------------------------------------------- |
| azzá               | ami                | Alakítsa át ezt az üzletet azzá, amivé akarja! | „Transformați magazinul acesta în ce vreți!” |
| olyanná            | amilyen            | Olyanná vált, amilyenné nem kellett volna      | „A devenit așa cum n-ar fi trebuit”          |
| olyanra / akkorára | mint               | Olyanra / Akkorára nőtt, mint az apja          | „A crescut atât de mare, cât tatăl său”      |

#### Propoziția completivă sociativă(A társhatározói mellékmondat)
| Antecedent  | Cuvânt introductiv | Exemplu                                                  | Traducere                                             |
| ----------- | ------------------ | -------------------------------------------------------- | ----------------------------------------------------- |
| azzal/avval | aki                | Nem tudtam beszélni azzal, akivel kellett volna          | „N-am putut vorbi cu cine ar fi trebuit”              |
| olyannal    | aki                | Olyannal ne menj szórakozni, aki túl kihívóan viselkedik | „Nu ieși cu unul/una care se poartă prea extravagant” |

#### Propoziția completivă de mod(A módhatározói mellékmondat)
| Antecedent | Cuvânt introductiv | Exemplu                                  | Traducere                                     |
| ---------- | ------------------ | ---------------------------------------- | --------------------------------------------- |
| anélkül    | hogy               | Anélkül ment el, hogy köszönt volna      | „A plecat fără să salute”                     |
| aszerint   | ahogy(an)          | Aszerint járt el, ahogy a főnöke előírta | „A procedat după cum a dispus șeful său”      |
| úgy        | ahogy(an)          | Úgy csináld, ahogy mondtam!              | „Fă așa cum ți-am spus!”                      |
| úgy        | mint               | Úgy megy, mint aki karót nyelt           | „Merge ca unul/una care a înghițit o prăjină” |

Observații:
1. Subordonatele cu antecedentul anélkül au predicatul la condițional.
2. Ultimul exemplu are înțeles comparativ.

#### Propoziția completivă de cauză(Az okhatározói mellékmondat)
| Antecedent | Cuvânt introductiv | Exemplu                                              | Traducere                                                                  |
| ---------- | ------------------ | ---------------------------------------------------- | -------------------------------------------------------------------------- |
| azért      | mert               | Azért ilyen nagy a forgalom, mert péntek délután van | „De aceea este atât de intensă circulația, pentru că e vineri după-amiază” |
| azért      | mivel              | Azért vettem fel a kabátomat, mivel hideg volt       | „De aceea m-am îmbrăcat cu paltonul, fiindcă era frig”                     |
| amiatt     | hogy               | Ne nyugtalankodjon amiatt, hogy még nincsenek itt    | „Nu vă neliniștiți că nu sunt încă aici”                                   |

Există și fraze în care prezența antecedentului cauzalei este facultativă: (Azért) nagy a forgalom, mert péntek délután van. Antecedentul este omis dacă subordonata introdusă prin mivel este plasată înaintea principalei: Mivel hideg volt, felvettem a kabátomat „Fiindcă era frig, m-am îmbrăcat cu paltonul”. Față de varianta cu antecedent, prefixul verbal își reia locul obișnuit.

#### Propoziția completivă de scop(A célhatározói mellékmondat)
| Antecedent | Cuvânt introductiv | Exemplu                                          | Traducere                                                       |
| ---------- | ------------------ | ------------------------------------------------ | --------------------------------------------------------------- |
| azért      | hogy               | Azért ült ki az erkélyre, hogy ne zavarja a füst | „De aceea s-a așezat pe balcon, ca să nu-l/n-o deranjeze fumul” |

Propoziția de scop poate fi construită și fără antecedent: Kiült az erkélyre, hogy ne zavarja a füst „S-a așezat pe balcon, ca să nu-l/n-o deranjeze fumul”; Megfésülködött, nehogy rendetlennek találják „S-a pieptănat, ca să nu fie considerat(ă) neglijent(ă)”.
Predicatul acestei subordonate este la modul imperativ cu valoarea corespunzătoare conjunctivului românesc.
Dacă subiectul principalei este același cu al propoziției de scop, aceasta poate fi transformată în complement de scop exprimat prin verb la infinitiv: Azért mentem a piacra, hogy vásároljak „M-am dus la piață ca să fac cumpărături” → Vásárolni mentem a piacra „M-am dus la piață pentru a face cumpărături”.

#### Propoziția completivă de relație(A tekintethatározói mellékmondat)
| Antecedent   | Cuvânt introductiv | Exemplu                                                            | Traducere                                                            |
| ------------ | ------------------ | ------------------------------------------------------------------ | -------------------------------------------------------------------- |
| annyiban     | hogy               | Annyiban változott a helyzet, hogy van kocsink                     | „Într-atât s-a schimbat situația, că avem mașină”                    |
| ahhoz képest | hogy               | A munka nagyon jó volt ahhoz képest, hogy milyen keveset kért érte | „Lucrarea a fost foarte bună față de cât de puțin a cerut pentru ea” |

#### Propoziția completivă de grad/măsură(A fok-mérték határozói mellékmondat)
| Antecedent         | Cuvânt introductiv | Exemplu                                                        | Traducere                                                                           |
| ------------------ | ------------------ | -------------------------------------------------------------- | ----------------------------------------------------------------------------------- |
| úgy                | hogy               | Gabi úgy fél ettől a kutyától, hogy nem mer bemenni az udvarra | „Gabi se teme atât de tare de câinele ăsta, încât nu îndrăznește să intre în curte” |
| úgy                | mintha             | Úgy szeretem, mintha a testvérem lenne                         | „Îl iubesc ca și cum ar fi fratele meu”                                             |
| annyira            | hogy               | Annyira megijedtem, hogy majdnem elszaladtam                   | „Atât de tare m-am speriat, că era s-o iau la fugă”                                 |
| annyival           | amennyivel         | Ez a kabát annyival drágább a másiknál, amennyivel jobb.       | „Paltonul ăsta este cu atât mai scump decât celălalt, cu cât este mai bun”          |
| olyan / olyannyira | hogy               | Olyannyira szemtelen, hogy azt már nem lehet elviselni         | „E atât de obraznic(ă), că nu se mai poate suporta”                                 |

#### Propoziția completivă instrumentală(Az eszközhatározói mellékmondat)
| Antecedent  | Cuvânt introductiv | Exemplu                                          | Traducere                                                            |
| ----------- | ------------------ | ------------------------------------------------ | -------------------------------------------------------------------- |
| azzal/avval | ami                | Azzal írtam, amit az asztalon találtam           | „Am scris cu ce am găsit pe masă”                                    |
| azzal/avval | aki                | Azzal javíttattam meg a TV-t, akit te ajánlottál | „Am dat la reparat televizorul la cel pe care mi l-ai recomandat tu” |

#### Propoziția completivă de atribuire(A részeshatározói mellékmondat)
Această subordonată corespunde cu acea completivă indirectă din gramaticile românești care este echivalentă cu complementul indirect exprimat prin substantiv în cazul dativ.
| Antecedent | Cuvânt introductiv | Exemplu                            | Traducere                                                |
| ---------- | ------------------ | ---------------------------------- | -------------------------------------------------------- |
| annak      | aki                | Annak írok, akiről tegnap meséltem | „Aceluia/Aceleia îi scriu, despre care am povestit ieri” |

#### Propoziția completivă comparativă(A hasonlító határozói mellékmondat)
Acest tip de subordonată întregește antecedentul complement comparativ al unui adjectiv sau adverb la gradul comparativ din principală. Se deosebește de propoziția comparativă.
| Antecedent | Cuvânt introductiv | Exemplu                                            | Traducere                                                     |
| ---------- | ------------------ | -------------------------------------------------- | ------------------------------------------------------------- |
| annál      | mennél             | Mennél magasabb a nap, annál rövidebb árnyékot vet | „Cu cât e mai sus soarele, cu atât umbrele sunt mai scurte”   |
| annál      | hogy               | Okosabb annál, hogy ilyet csináljon                | „E prea deștept ca să facă așa ceva”                          |
| azoknál    | akik               | Attila jobb volt azoknál, akik ellen versenyezett  | „Attila a fost mai bun decât cei împotriva cărora a concurat” |

Se construiește deseori fără antecedent: Péter nem gazdagabb, mint a szülei voltak „Péter nu e mai bogat decât au fost părinții lui”.

#### Propoziția completivă permanentă(Az állandó határozói mellékmondat)
Acest tip de subordonată întregește un antecedent care îndeplinește funcția de complement permanent (numit și asemantic) al unui adjectiv, al unui verb sau al unei forme nominale a verbului. Antecedentul este un pronume demonstrativ de depărtare, iar cuvântul introductiv – conjuncția hogy sau un pronume relativ. De cele mai multe ori, această subordonată corespunde unei completive indirecte din gramaticile românești. Exemple:
Attól félek, hogy nem lesz elég időnk „Mă tem că n-o să avem destul timp”;
Arra törekszem, hogy jó barátságban legyünk „Mă străduiesc să fim prieteni buni”;
Magda arra gondol, akivel tegnap ismerkedett meg „Magda se gândește la cel cu care a făcut cunoștință ieri”.

### Propoziții subordonate cu conținut semantic special(Sajátos jelentéstartalmú mellékmondatok)
Aceste subordonate, pe lângă faptul că întregesc o parte de propoziție din principală, au și un conținut semantic special (consecință, condiție, concesie sau comparație), adică peste raportul gramatical se suprapune un supliment semantic. În plus, ele nu au complement corespunzător ca parte de propoziție.

#### Propoziția consecutivă(A következményes mellékmondat)
Această subordonată exprimă consecința gradului unei calități, unei cantități, unei acțiuni sau a unei stări exprimate în principală.
| Antecedent | Cuvânt introductiv | Exemplu                                          | Traducere                                                       |
| ---------- | ------------------ | ------------------------------------------------ | --------------------------------------------------------------- |
| annyi      | hogy               | Annyi kenyér van, hogy elég lesz holnapra is     | „Este atâta pâine, că o să ajungă și pe mâine”                  |
| annyira    | hogy               | Annyira szeretem, hogy az már fáj                | „Atât de tare îl/o iubesc, încât mă doare”                      |
| olyan      | hogy               | Olyan szép, hogy nem tudom levenni róla a szemem | „E atât de frumos/frumoasă, că nu-mi pot lua ochii de la el/ea” |
| úgy        | hogy               | Úgy megijedt, hogy benne akadt a szó             | „S-a speriat de n-a mai putut scoate o vorbă”                   |

#### Propoziția condițională(A feltételes mellékmondat)
Această subordonată exprimă o împrejurare care constituie condiția îndeplinirii evenimentului exprimat în principală. Poate avea antecedent (akkor „atunci”, abban az esetben „în acel caz”), dar de multe ori se construiește fără antecedent. Cuvântul său introductiv este ha „dacă”, cu varianta hogyha. Condiția poate fi de mai multe feluri, ceea ce determină forma verbală a predicatului din subordonată și din principală:
| Felul condiției | Felul condiției | Forma predicatului subordonatei | Forma predicatului principalei | Exemplu                                                 | Traducere                                                     |
| --------------- | --------------- | ------------------------------- | ------------------------------ | ------------------------------------------------------- | ------------------------------------------------------------- |
| condiție reală  | condiție reală  | orice timp al indicativului     | orice timp al indicativului    | Ha éhes vagyok, eszem valamit                           | „Dacă mi-e foame, mănânc ceva”                                |
| condiție reală  | condiție reală  | orice timp al indicativului     | orice timp al indicativului    | Mindig jól éreztem magam, ha a városban sétálhattam     | „Totdeauna mă simțeam bine dacă puteam să mă plimb prin oraș” |
| condiție reală  | condiție reală  | indicativ prezent/viitor        | imperativ                      | Ha lesz rá időd, (akkor) látogass meg!                  | „Dacă o să ai timp, fă-mi o vizită!”                          |
| condiție ireală | posibilă        | condițional prezent             | condițional prezent            | Ha megkapnám az ösztöndíjat, jövőre Amerikában tanulnék | „Dacă aș primi bursa, la anul aș studia în America”           |
| condiție ireală | imposibilă      | condițional prezent             | condițional prezent            | Ha ismernéd a barátnőmet, nem beszélnél így             | „Dacă ai cunoaște-o pe prietena mea, n-ai vorbi așa”          |
| condiție ireală | imposibilă      | condițional trecut              | condițional trecut             | Ha tudtam volna, nem mentem volna be                    | „Dacă aș fi știut, n-aș fi intrat”                            |
| condiție ireală | imposibilă      | condițional trecut              | condițional prezent            | Ha időben indultunk volna, már ott lennénk              | „Dacă am fi plecat la timp, am fi deja acolo”                 |

#### Propoziția concesivă(A megengedő mellékmondat)
Aceast tip de subordonată exprimă o împrejurare în opoziție cu acțiunea presupusă din conținutul principalei, dar care nu împiedică acea acțiune. Nu are antecedent și se introduce prin conjuncțiile bár, ámbár, habár, jóllehet, noha, ugyan, toate cu sensul „deși, cu toate că”: Bár volt jegyem, nem jutottam be a stadionba „Deși aveam bilet, n-am putut intra pe stadion”. Se mai întâlnește și cu construcția ha + predicat + is: Nem bánom, ha hazudsz is „Nu-mi pare rău, chiar dacă minți”.

#### Propoziția comparativă(A hasonlító mellékmondat)
Această subordonată se deosebește de propoziția completivă comparativă. Completează conținutul principalei comparându-l cu ceva. Poate avea ca antecedent cuvintele annyi „atât”, olyan „atât”, úgy „așa”, iar drept cuvinte introductive mint „ca”, mintha „ca și cum”, fiind posibilă combinarea oricărui antecedent cu oricare cuvânt introductiv.
Deseori, subordonata comparativă este incompletă:
- Úgy eltűnt, mint szamár a ködben „A dispărut ca măgarul în ceață”. Fraza completă ar fi Úgy eltűnt, mint ahogy szamár a ködben tűnik el „A dispărut așa cum dispare măgarul în ceață”.
- Annyira izgult, mint egy vizsgázó diák „Așa emoții avea ca un student la examen”, complet – Annyira izgult, mint amennyire izgul egy vizsgázó diák „Așa emoții avea, cum are emoții un student la examen”.
- Olyanok voltunk, mint két testvér „Eram ca doi frați”, complet – Olyanok voltunk, mint amilyen két testvér[12] „Eram așa cum sunt doi frați”.

Exemplu cu subordonată comparativă completă: Olyan meleg van, mintha nyár lenne „Este așa de cald, ca și cum ar fi vară”.

### Propoziția atributivă(A jelzői mellékmondat)
Există două categorii principale ale acestei subordonate.
Propoziția atributivă nerestrictivă (nem korlátozó jelzői mellékmondat) îndeplinește funcția de atribut al unei părți de vorbire nominale din principală, fără să restrângă înțelesul cuvântului determinat, ci numai adăugând o informație despre acesta. Este introdusă de un pronume relativ sau de un adverb pronominal și locul ei este după cuvântul determinat: A rokonaim, akik szeretnek, mindig segítenek „Rudele mele, care mă iubesc, mă ajută totdeauna”.
Propoziția atributivă restrictivă (korlátozó jelzői mellékmondat) este de mai multe tipuri:
- Propoziția atributivă calitativă întregește atributul unei părți de vorbire nominale din principală. Acel atribut, obligatoriu, constituie antecedentul subordonatei. Acest tip de atributivă are două subtipuri:

- calificativă (răspunde la întrebarea milyen? „ce fel de?”:

| Antecedent | Cuvânt introductiv | Exemplu                                                                 | Traducere                                                |
| ---------- | ------------------ | ----------------------------------------------------------------------- | -------------------------------------------------------- |
| olyan      | amilyen            | Olyan telefont vettem, amilyen neked van                                | „Am cumpărat un telefon cum ai tu”                       |
| olyan      | amely              | Olyan problémákat akar egyedül megoldani, amelyek több embert érintenek | „Vrea să rezolve probleme care privesc mai mulți oameni” |
| olyan      | mint               | Egy olyan számítógépre lenne szükségem, mint az öné[13]                 | „Aș avea nevoie de un calculator ca al dumneavoastră”    |
| akkora     | amekkora           | Akkora szobám van, amekkora a tiéd                                      | „Am o cameră cât a ta”                                   |
| akkora     | hogy               | Akkora szobám van, hogy táncolni lehet benne                            | „Am o cameră atât de mare, că se poate dansa în ea”      |
- de desemnare (răspunde la întrebarea melyik? „care?”):

| Antecedent | Cuvânt introductiv | Exemplu                                                           | Traducere |
| ---------- | ------------------ | ----------------------------------------------------------------- | --- |
| az         | pronume relativ    | Azok a rokonaim, akik szeretnek, mindig segítenek                 | „Acele rude ale mele, care mă iubesc, mă ajută totdeauna”                                                        |
| az         | pronume relativ    | Ma este abban az étteremben vacsorázunk majd, amelyik a téren van | „Deseară cinăm la restaurantul care e în piață” (lit. „… în acel restaurant care …”                              |
| az         | pronume relativ    | 1990-ben kezdődik az a korszak, amelyről ma beszélni fogunk       | „Epoca despre care vom vorbi astăzi începe în 1990” (lit. „… acea epocă care …”)                                 |
| az         | pronume relativ    | Gyönyörű az a kilátás, ami a Halászbástyáról nyílik Budapestre    | „Este minunată vederea care se deschide spre Budapesta de pe Bastionul Pescarilor” (lit. „… acea vedere care …”) |
| az         | adverb pronominal  | Ez az utca ahhoz a térhez vezet, ahol az egyetem található        | „Strada asta dă în piața unde se află universitatea” (lit. „… în acea piață unde …”)                             |
- Propoziția atributivă cantitativă întregește și ea atributul unei părți de vorbire nominale din principală:

| Antecedent | Cuvânt introductiv | Exemplu                                              | Traducere                                                    |
| ---------- | ------------------ | ---------------------------------------------------- | ------------------------------------------------------------ |
| annyi      | hogy               | Annyi könyvet vett, hogy hónapokig lesz mit olvasnia | „A cumpărat atâtea cărți, că o să aibă ce citi luni de zile” |
| annyi      | ahány              | Annyi pohárra van szükségünk, ahányan leszünk        | „Avem nevoie de atâtea pahare, câți vom fi”                  |
| annyi      | amennyi            | Annyi idő elég lesz, amennyi ebédig marad            | „Va fi suficient atâta timp cât mai este până la prânz”      |
- Propoziția atributivă posesivă întregește conținutul pronumelui folosit ca antecedent:

| Antecedent | Cuvânt introductiv | Exemplu                                                       | Traducere                                                                                                   |
| ---------- | ------------------ | ------------------------------------------------------------- | --- |
| annak      | aki                | Annak az autójával voltunk, akit te nem szeretsz              | „Am fost cu mașina aceluia de care ție nu-ți place”                                                         |
| annak      | hogy               | Mi volt a célja annak, hogy itt rendezték meg a konferenciát? | „Care a fost scopul organizării conferinței aici?” (lit. „… acelui fapt că conferința a fost organizată …”) |
| olyannak   | aki                | Olyannak a szavára adj, akiben bízol                          | „Ascultă de sfatul unuia în care te încrezi”                                                                |

#### Propoziția atributivă apozițională
Acest tip de atributivă întregește apoziția unei părți de vorbire nominale din principală. Antecedentul ei este un pronume plasat după cuvântul determinat și acordat cu acesta în număr și caz. Cuvântul său introductiv este de regulă un pronume relativ, mai rar conjuncția hogy. Exemple:
Add ide a könyvet, azt, amelyik az asztalon van „Dă-mi cartea, pe cea care e pe masă”;
Sajtot is veszek, annyit, amennyit csak akartok „Cumpăr și cașcaval, atâta cât vreți”;
Adj a szavára az embereknek, olyanoknak, akikben bízol „Ascultă de oameni, de aceia în care te încrezi”;
Nagyon örülök a szép szavaknak, annak, hogy értékelik a munkánkat „Mă bucur foarte mult de cuvintele frumoase, de faptul că munca noastră este apreciată”.